# بيل بيرس (اقتصادي)
بيل بيرس (بالإنجليزية: Bill Peirce)‏ هو اقتصادي أمريكي، ولد في 7 ديسمبر 1938.